# Tegosa luka
Tegosa luka är en fjärilsart som beskrevs av Higgins 1981. Tegosa luka ingår i släktet Tegosa och familjen praktfjärilar. Inga underarter finns listade i Catalogue of Life.